# Корейское конфуцианство

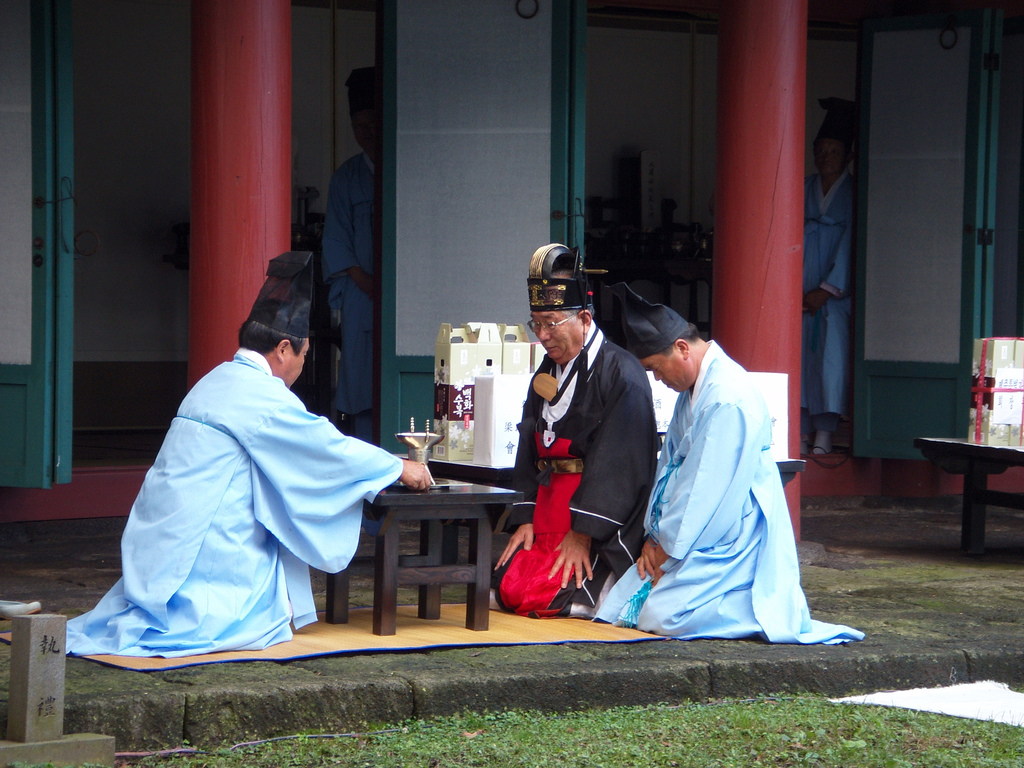
Конфуцианский ритуал, проводимый в Чеджу летом 2008 года

Коре́йское конфуциа́нство (Хангук югё кор. 한국의 유교?, 韓國儒敎?) — разновидность конфуцианского учения, проникшего на Корейский полуостров в начале нашей эры. Для корейских интеллектуалов и политических деятелей важнейшим в учении сделалась пропаганда иерархии и способов управления, основанных на морали, что сделало возможным создание государственной бюрократии, монополизированной высшим сословием (янбаны). Философская доктрина корейской версии конфуцианства была направлена на практическую деятельность, создание идеальной этической и социальной системы, то есть конфуцианство сделалось инструментом сплочения народа вокруг правителя без гражданских войн и внутренних разногласий. В эпоху Ли существовали серьёзные доктринальные разногласия между разными направлениями корейского конфуцианства, которые не помешали вытеснению буддизма в качестве базовой интеллектуальной и философской системы корейского общества. Основной философский вопрос корейского неоконфуцианства XIII—XIX веков разворачивался вокруг природы Великого предела. В XX—XXI веках конфуцианство существует в Корее и как набор социальных практик, и как традиция, активно взаимодействующая с разными философскими и социальными доктринами. Распространено также понимание корейского конфуцианства как агностического морального подхода, который позволяет сохранять целостность сознания и психики индивида и преодолевать атомизацию современного общества.

## История

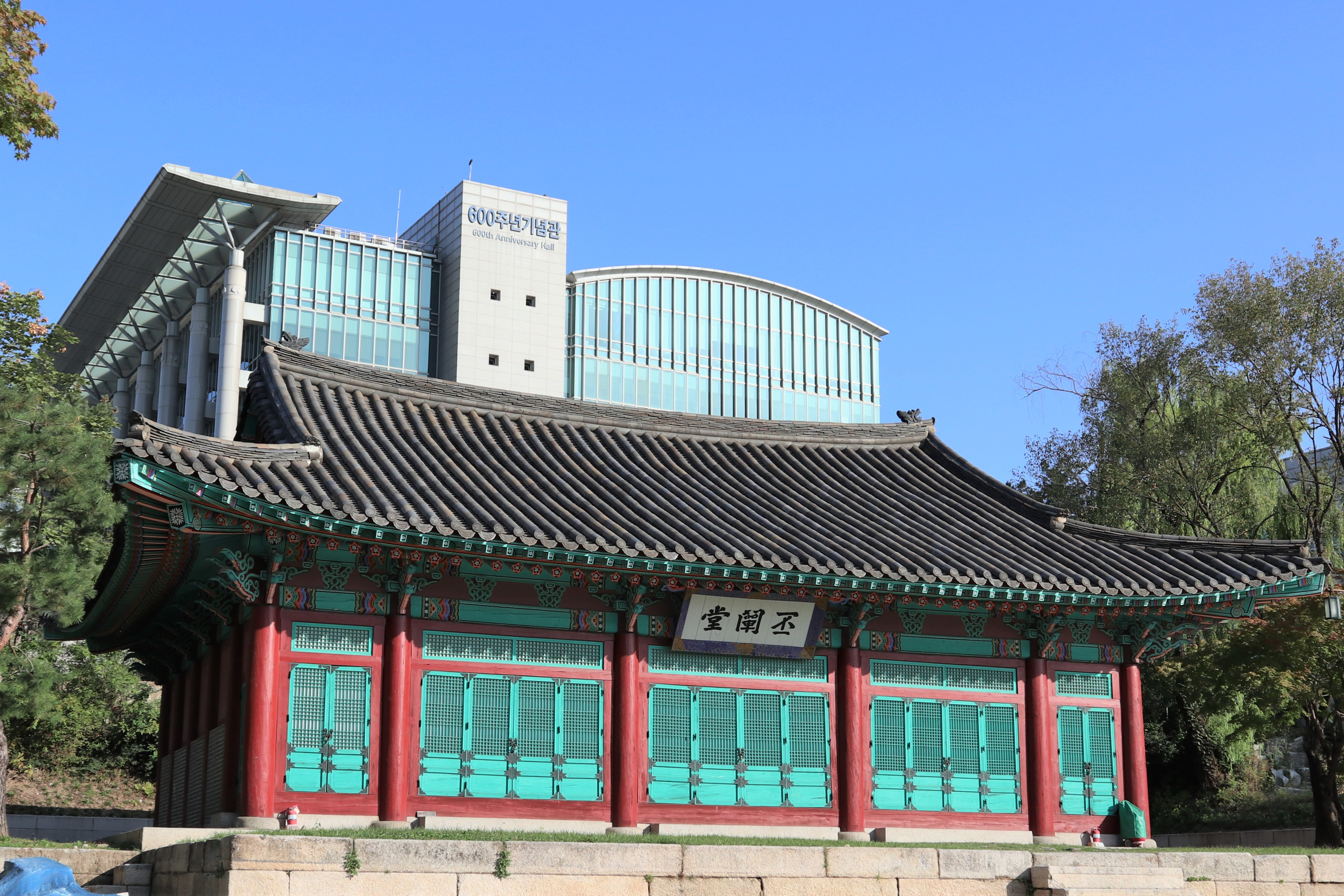
Павильон Бичондан в сеульском университете Сонгюнгван

Конфуцианство возникло в Китае на рубеже VI—V веков до н. э. и широко распространилось в эпоху Хань (III век до н. э. — III век н. э.). Неясно, когда именно это учение было завезено на Корейский полуостров, вероятно, это произошло после ханьского похода в Корею около 108 года до н. э., когда было основано китайское губернаторство Лолан (вероятно, в районе современного Пхеньяна). В сочинении Самгук саги утверждается, что в 372 году в царстве Пэкче (на территории Южной Кореи) была основана высшая школа Тхэхак для обучения и воспитания молодёжи; учебными текстами служили каноны Пятикнижия. При этом в 260 году в Пэкче были учреждены чиновничьи ранги, среди которых имелась и должность распорядителя на конфуцианских церемониях. По словам С. О. Курбанова, «конфуцианство имело достаточно времени для того, чтобы стать важнейшим составным компонентом традиционной корейской культуры». В эпоху Трёх государств каждое из корейских царств использовало конфуцианство как морально-этический образец, в том числе и для воспитания простолюдинов, но также как институциональное средство поддержания власти аристократии и политического порядка. Конфуцианские ритуалы были приняты в почитании усопших правителей. Даже буддийское монашество использовало для обучения грамотности конфуцианские тексты и использовали конфуцианские ценности в своей практике. Уже в эпоху Объединённого Силла (VII—IX века) началось соперничество конфуцианства и буддизма как ведущих государственных идеологий. В VII—IX веках многие корейские аристократы получали конфуцианское образование в китайской империи Тан и ратовали за создание в Корее системы экзаменов, установленной в 958 году (кваго). При короле Сонджоне была основана корейская конфуцианская академия Кукчагам и впервые открыты сельские школы, то есть представители провинциальной аристократии получили возможность участвовать в государственных экзаменах. В эпоху Корё (X—XIV века) в Корею проникло неоконфуцианство (корейцы выезжали в империю Сун), представители которого стали последовательно бороться с буддизмом и традиционными верованиями, с целью превращения своего учения в единственную государственную идеологию. На рубеже XIII—XIV веков в Корё складывается новая социальная прослойка аристократов-чиновников (янбанов), чьей идеологией становится неоконфуцианство.
В XIV веке было основано высшее конфуцианское училище Сонгюнгван, на базе которого Чон Монджу начал борьбу с буддизмом. Неоконфуцианские учёные-чиновники поддержали смену власти в 1392 году и воцарение Ли Сонге, основавшего династию Чосон, существовавшую до 1910 года. Неоконфуцианство сделалось единственной государственной идеологией, руководством для преобразования всего общества. В эпоху Чосон государственные экзамены стали основной системой отбора государственных служащих, конфуцианские нормы стали основой административного и уголовного права. Янбаны монополизировали конфуцианскую систему образования и отбора на государственную службу, что к XVIII веку привело к созданию собственной корейской бюрократической традиции, так называемого «нормативно-конфуцианского социума». Вся система конфуцианского образования строилась на искусстве написания нормативных сочинений на китайском литературном языке. В XVI веке происходит расцвет корейского неоконфуцианства, представленного именами Ли Хвана и Ли И, тогда же возникает институт совонов — одновременно храмов предков, школ и центров конфуцианизации общественной морали. В философском отношении XVI—XVII века были отмечены борьбой представителей школ Чжу Си и Ван Янмина (последователи Ли Хвана отстаивали первичность во Вселенной первопринципа-ли, последователи Ли И — «учение о главенстве ци»), тогда как в XVIII—XIX века происходил расцвет «школы практического обучения» (сирхак). Представители школы сирхак сводили конфуцианство к фундаментальному учению о самосовершенствовании и хорошем правительстве, на основании чего создали множество трудов по государственному управлению, экономике, истории, географии, местной истории, и так далее. Яркими представителями этой волны конфуцианства являются Ли Ик и Чон Ягъён. Кризис корейской государственности XIX века вызвал разочарование в традиционных доктринах, хотя к конфуцианским ценностям обращался один из первых корейских модернизаторов Пак Ынсик, хотя он же критиковал неоконфуцианцев за неспособность конфуцианцев подстроиться под реалии современного мира.
Последователи Кан Ювэя Ли Сынхи и Ли Бёнхон после утраты Кореей независимости в 1910 году основали на территории Китая «Корейскую конфуцианскую церковь», которую в 1923 году Ли Бёнхон основал на территории провинции Кёнсан-Намдо. Тем не менее, популярность конфуцианства стремительно снижалась, так как множество корейцев обвиняли старую власть в неспособности отстоять независимость страны. Лишь в 1946 году было создано Конфуцианское общество, управляющее Сонгюнгваном, и основан этот университет. Главой Конфуцианского общества стал Ким Чансук. К 1990-м годам в Корее существовали около 230 местных конфуцианских училищ хянге, связанных с Сонгюнгваном, а также несколько святилищ и школ, независимых от него. Численность конфуцианцев, зафиксированных переписью 1982 года, составляла в Республике Корея около 7 миллионов человек (по другой методике подсчёта, в десять раз меньше — около 700 тысяч), а персонал храмов и школ составлял около 12 тысяч человек. Значительная часть корейских конфуцианцев считают своё учение системой социальной этики и приносят жертвы предкам и справляют ритуалы по обычаю или по привычке.

## Базовые постулаты и терминология
Конфуцианство обозначалось в корейском языке терминами юхак (кит. трад. 儒學, упр. 儒学, пиньинь rúxué, палл. жусюэ — «учение образованных людей») или югё (кит. 儒敎, пиньинь rújiào, палл. жуцзяо с тем же значением), совпадающими с оригинальными китайскими. Корейские последователи конфуцианства основное внимание уделяли метафизическим вопросам и вели дискуссии о моральной психологии. Главной целью корейского конфуцианства является высветление истинной природы человека и становление совершенного мудреца (сончжин, кит. 聖人, пиньинь shèngrén, палл. шэнжэнь) путём самообразования и непрестанного нравственного самосовершенствования — самовозвышения (суги, кит. 修己, пиньинь xiūjǐ, палл. сюцзи). Конфуцианцы полагали, что человек для решения социальных и личностных проблем может полагаться только на свои силы и собственные врождённые способности, что исключало необходимость обращения к духам или божествам, что не исключало культа предков и некоторых других ритуальных практик.
Корейские конфуцианцы оперировали теми же наборами канонических текстов, что и в Китае: для нужд обучения и наставления использовалось «Пятикнижие» (по-корейски Огён), а с распространением неоконфуцианства — «Четверокнижие» (Сасё). «Четверокнижие» было составлено Чжу Си в XII веке и стало как базовым учебным набором, так и философской основой корейского неоконфуцианства. В данных текстах обозначены все социальные обязательства человека, описанные в категориях Пяти отношений (орюн, кит. 五倫, пиньинь wǔlún, палл. улунь) — между правителем и подданными, отцом и сыном, старшим и младшим братьями, мужем и женой, между друзьями. Эти отношения связывались с базовыми добродетелями конфуцианства, описанными у Мэн-цзы:

…Любви между отцом и сыном, справедливости между государем и чинами, различию в обязанностях между супругами, порядку между старшими и младшими и искренности между друзьями.— Мэн-цзы. IIIA, 4 (8). Пер. П. С. Попова в ред. В. М. Майорова.
В целом корейские конфуцианцы основывались на учении Мэн-цзы о врождённо доброй природе человека, которую можно совершенствовать, следуя «учению мудреца» (сонхак, кит. трад. 聖學, упр. 聖学, пиньинь shèngxué, палл. шэнсюэ). Важную роль в реализации учения мудреца выполняют ритуалы и связанная с ними ритуальная благопристойность (е, кит. трад. 禮, упр. 礼, пиньинь lǐ, палл. ли). Данное понятие тесно корреспондирует с социальными нормами, в которых основную маркирующую роль играет возраст и социальное положение. Король, представители знати и чиновники должны выступать как социально и морально ответственные личности, имеющие обязательства перед управляемыми ими подданными. При этом в корейской версии конфуцианства совершенно иначе, чем в Китае, понималась ценность сыновней почтительности (хё, кит. 孝, пиньинь xiào, палл. сяо). В Корее категория хё понималась максимально расширительно, как особое отношение между высшими и низшими, как в рамках семьи (старшие и младшие родственники, мужчины и женщины), так и государства (правитель/чиновник — подданные), школы (учитель — ученики), общества (старшие и младшие по возрасту). В плане социальной реализации категория сыновней почтительности предполагает, что всё, чем обладает человек (в том числе телесный облик, жизненную силу), получено от родителей и старших вообще, поэтому следует максимально сохранять своё тело (как собственность более предков, нежели индивида), и императив максимальной реализации своего жизненного пути, дабы прославив своё имя, прославить родителей, а также заработать достаточно средств для содержания родителей в старости, проявляя тем самым благодарность, что родители дали индивиду тело и жизненную энергию.